# Kulturformidlingen norrøne tekster og kvad
Kulturformidlingen norrøne tekster og kvad er et privat foretagende som hovedsageligt driver "norrøne tekster og kvad". Projektet har til formål at formidle norrøn litteratur på Internettet. Ud over kildetekster på originalsproget kan man finde forskellige oversættelser til nyere skandinaviske sprog, klassiske videnskabelige tekster og andet baggrundsmateriale – fortrinsvis ældre materiale fra før 1900.
Projektet blev først startet i 1997, men åbnet for publikum på adressen www.heimskringla.no  i august 2005 efter at have gennemgået en kraftig opdatering. Projektleder og ejer er islændingen Jon Julius Sandal. I 2002 blev "Kulturformidlingen Norrøne Tekster og Kvad" registreret som selvstændig virksomhed i det norske Enhetsregisteret.

## Eksterne links
- heimskringla.no – norrøne tekster og kvad
- Idealister får Edda på nettet
- Ein som gjer noko av kjærleik Arkiveret 24. august 2018 hos  Wayback Machine